# Warenhaus Tietz (Aachen)

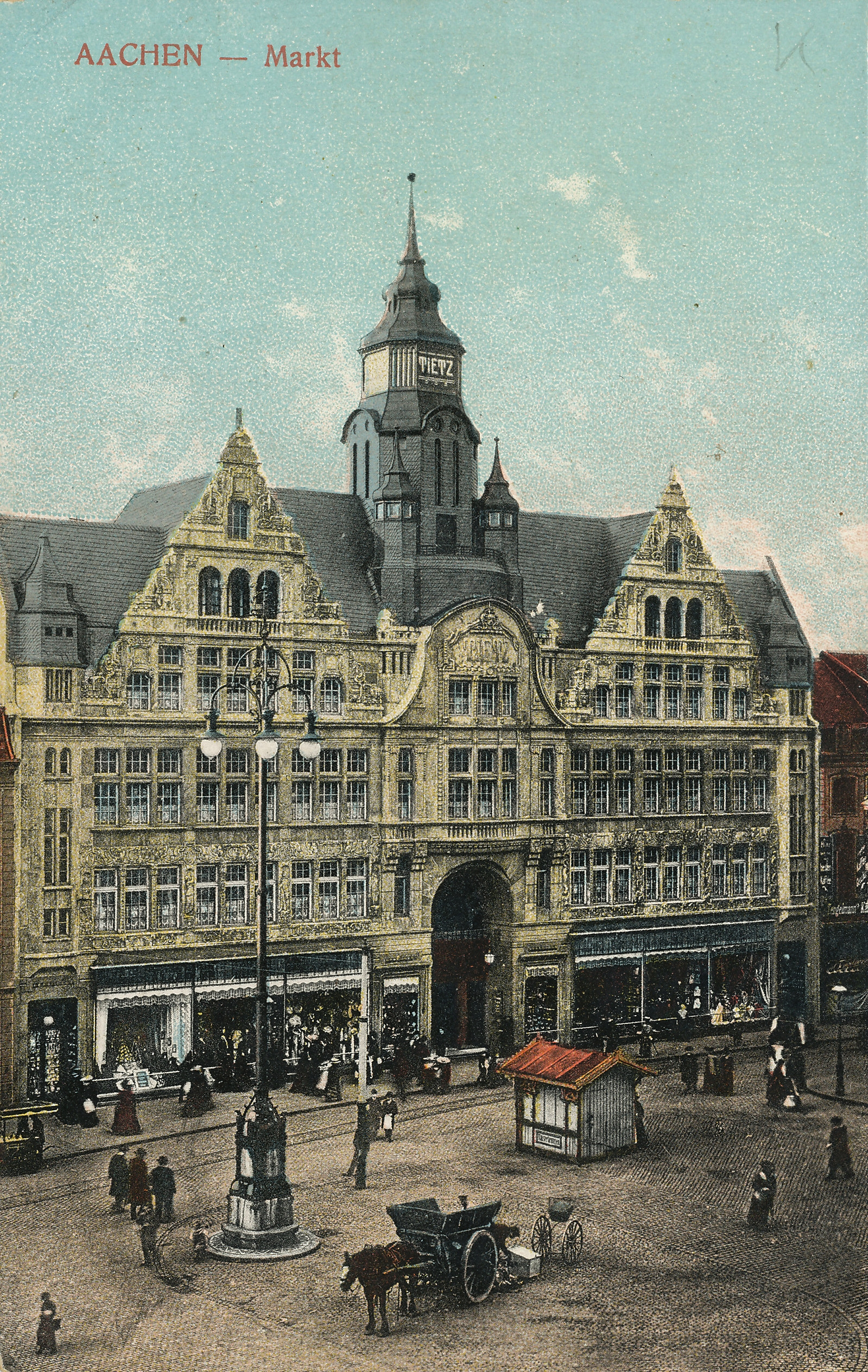
Warenhaus Tietz Aachen

Das Warenhaus Tietz in Aachen war ein Geschäftshaus der „Leonhard Tietz AG“ und späteren „Westdeutschen Kaufhof AG“ am Standort Markt 45–47. Es wurde 1906 nach Plänen des Architekten Albert Schneiders weitestgehend im Jugendstil in Kombination mit historistischen Bauformen erbaut, aber 1965 abgerissen, nachdem sich die Warenhauskette für ein neues moderneres Gebäude in der Adalbertstraße entschieden hatte, in dem weiterhin die heutige Galeria eine Filiale betreibt.

## Geschichte
Nachdem der aus der Provinz Posen stammende jüdische Kaufmann Leonhard Tietz im Jahr 1879 ein erstes großes Textilgeschäft in Stralsund eingerichtet hatte, startete er eine rasche Expansion seiner Geschäftsidee, indem er in mehreren Städten Deutschlands, vor allem im Rheinland, große Mehrsparten-Warenhäuser nach französischem Vorbild erbauen und/oder einrichten ließ. So entstanden im Rheinland Ende des 19. bis Anfang des 20. Jahrhunderts in Elberfeld das Kaufhaus Tietz Herzogstraße, in Köln das Warenhaus Hohe Straße, in Düsseldorf die Warenhäuser Tietz Schadowstraße und Tietz Heinrichsallee sowie am Rande des Aachener Marktes das Warenhaus Tietz Aachen.

### Warenhaus Tietz I
Seine Ausbreitung in Aachen begann Tietz im Jahr 1892, als er zunächst in einem angemieteten und noch recht kleinen Ladenlokal im Haus Großkölnstraße 30 eine erste Filiale einrichtete. Unter der Leitung seines Geschäftsführers Philipp Lewy (1866–1913) wurden dort von rund 25 Bediensteten vor allem Kurzwaren zu „Fabrikpreisen“ angeboten, was bei der örtlichen Konkurrenz für Entrüstung sorgte und ihm den Vorwurf des unlauteren Wettbewerbs einbrachte.

### Warenhaus Tietz II
Die Verkaufsstrategie von Tietz konnte sich trotzdem durchsetzen und wenige Jahre später entschied er sich sogar, seine Angebotspalette zu erweitern. Dazu waren aber die Räumlichkeiten in der Großkölnstraße 30 zu klein, woraufhin er den dortigen Mietvertrag kündigte und sich stattdessen 1896 in dem Haus Großkölnstraße 1–3 einmietete. Dieses Haus beherbergte einst ein gehobenes Stadthotel, in dem von 1771 bis 1780 der Abenteurer Friedrich von der Trenck seinen Wohnsitz eingerichtet hatte und das mittlerweile dem Geschäftsmann und Investor Peter Godefroid (1834–1916) gehörte. Godefroid betrieb dort seit 1889 im Untergeschoss den „Aachener Rathskeller“ mit einer Bühne für Musik- und Varieté-Veranstaltungen. Als Bauherr ließ er das Erdgeschoss und die beiden Obergeschosse des Hallenbaus nach den Vorstellungen von Tietz großräumig umbauen. Dabei zeigte sich bereits die für derartige Warenhäuser typische Innenarchitektur mit einem galerieartigen Aufbau und einem Lichthof mit Glasdach als zentralem Element sowie mit einer für große Menschenmengen optimierten Wegeführung und einem Einsatz zeitgemäßer moderner Technik mit Hilfe elektrischer Energie. Das Unternehmen warb beispielsweise damit, dass ein „sicherer elektrischer Personenaufzug zur freien Nutzung“ im Haus bereitstand, dessen Technik als ein frühes Aachener Beispiel aus amerikanischen Warenhäusern übernommen worden war. Auch die Angebotspalette entsprach schon in vielfacher Hinsicht der eines Mehrsparten-Warenhauses. Lewy als Geschäftsführer, mehrere Abteilungsleiter für jede Verkaufsgruppe sowie rund 150 Verkäuferinnen und fünf Kassen sorgten für einen reibungslosen Ablauf der zu Weihnachten 1896 eröffneten Tietz-Filiale.

### Warenhaus Tietz III

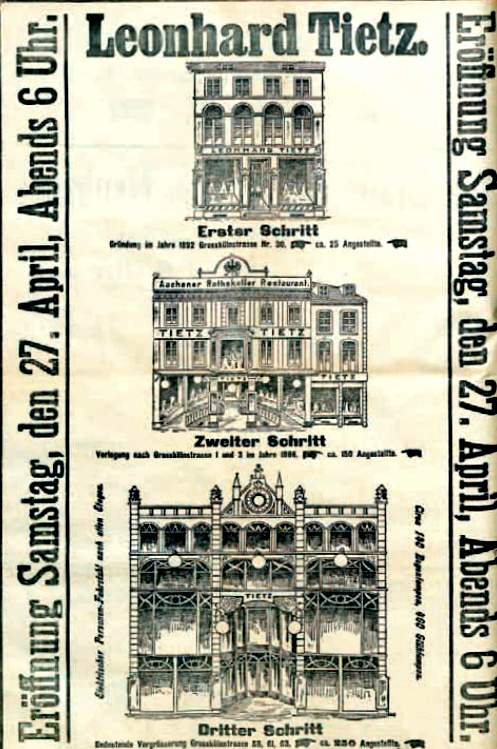
Plan der Warenhäuser Tietz I–III
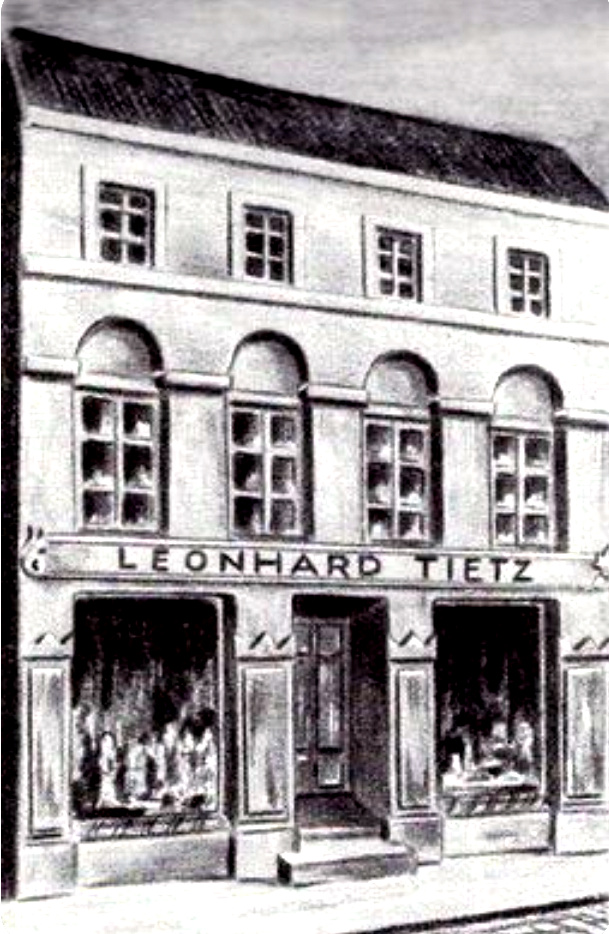
Tietz I, Großkölnstraße 30, Kurzwarengeschäft
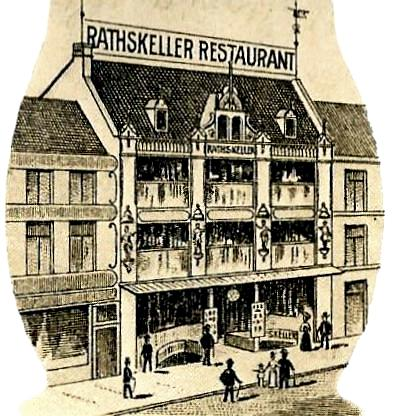
Tietz II, Großkölnstraße 1, mit Rathskeller im Untergeschoss
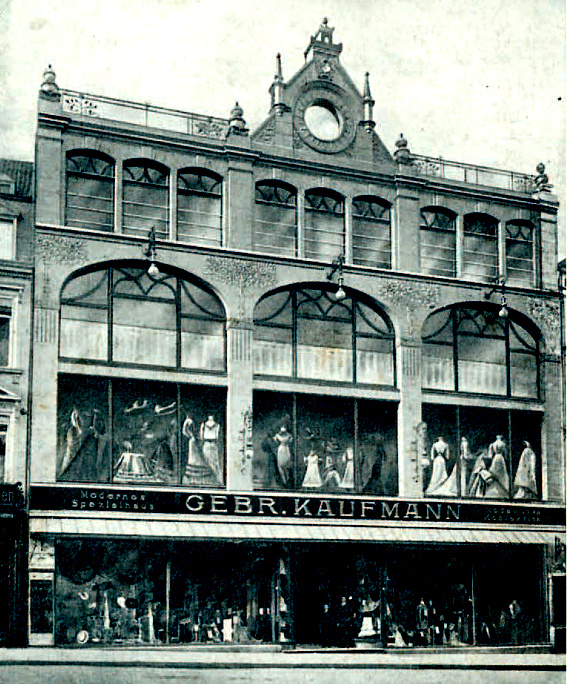
Tietz III, Großkölnstraße 59–63, nach Übernahme durch die GeKa

Kaum fünf Jahre später erwiesen sich aufgrund eines nochmals erweiterten Angebots auch diese Geschäftsräume als zu klein und Tietz mietete daraufhin im Jahr 1901 ein neu erbautes Geschäftshaus in der Großkölnstraße 59–63, dessen Bau durch den Eigentümer Hermann Gottfeld veranlasst und von dem Bautechniker Karl Lanser im Jugendstil entworfen worden war. Der dreiachsige und viergeschossige Neubau entsprach mit seinen großen teils geschossübergreifenden Fensterfassaden bereits dem Typus von Warenhäusern, der als „Schaufensterstil“ bezeichnet wurde. Die Hauptfassade zierte das historistische Element eines kleinen Giebelaufbaus mit Platz für eine Uhr, die jedoch nie eingebaut wurde. Im Inneren dominierte ein großer rechteckiger Lichthof mit seitlichen ovalen Treppenanlagen. Nach dem Umzug in diese neue Liegenschaft behielt Tietz aber seine Filiale in der Großkölnstraße 1–3 vorerst bei und rüstete sie lediglich in ein modernes Möbelhaus um. Mittlerweile arbeiteten rund 250 Bedienstete in den beiden Tietz-Warenhäusern unter der Leitung von Philipp Lewy.
Nach dem Auszug des Tietz-Warenhauses aus der Filiale in der Großkölnstraße 1–3 wenige Jahre später zog das „Modehaus GeKa“ der Gebrüder Kaufmann in diese Geschäftsräume ein. Schließlich übernahm 1927 aber die „Leonhard Tietz AG“ sowohl die dortige Immobilie als auch die „GeKa“ selbst, vermietete die Räume jedoch an die vom Tietz-Konzern 1925 gegründete Tochterfirma „Ehape AG“, aus der 1937 die Kaufhalle AG wurde, und verlegte die „GeKa“ in das ebenfalls von der Tietz-AG im gleichen Jahr erworbene Geschäftshaus in der Adalbertstraße 20–30. Damit behielt Tietz auch weitgehend die Kontrolle über mögliche Konkurrenten. Das ehemalige Modehaus in der Großkölnstraße 59–63 wurde mittlerweile abgerissen. An dessen Stelle steht seit 2020 das B & B Hotel Aachen-City.

### Warenhaus Tietz IV

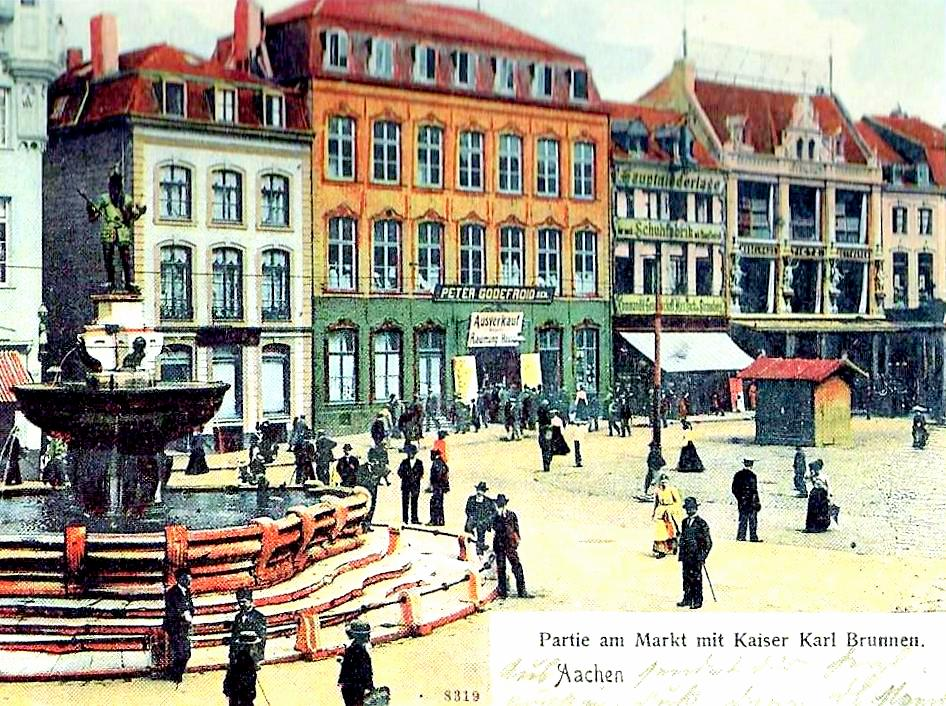
Abgerissener Häuserbestand vor 1905: Markt 45 (siebenachsiger Bau), Markt 47 (mit Markise), Großkölnstraße 1 (mit Dreiecksgiebel), nicht abgerissen Haus Brüssel, Eckhaus links

Weil Godefroid von der Geschäftsidee von Leonhard Tietz überzeugt war, kaufte er Anfang des 20. Jahrhunderts in Nachbarschaft zu seinem Haus Großkölnstraße 1 weitere zusammenhängende bebaute Grundstücke im Bereich des Marktes, darunter die Häuser Markt 45 und Markt 47. Sein Plan dabei war, sie kurzfristig in ihrer Gesamtheit niederreißen und an ihrer Stelle ein neues zentrales Tietz-Warenhaus bauen zu lassen. Einzig das Haus Brüssel aus dem 18. Jahrhundert mit drei angrenzenden Bauten in der Pontstraße blieb von dem Kaufansinnen Godefroids verschont und existiert noch heute. Besonders der Abriss der beiden Häuser Markt 45 und 47 in einer Zeit, in der es noch keinen Denkmalschutz gab, brachte einen Verlust an historisch bedeutenden Gebäuden für die Stadt. Bei dem Haus Markt 45 handelte es sich um das sogenannte „Haus zum Schwarzen Adler“, das nach dem Stadtbrand von Aachen im Barockstil, erbaut worden war. Es war das Zunfthaus der „Gesellschaft zum Schwarzen Adler“ und während der Aachener Mäkelei Sitz der „Neuen Partei“. Als angesehenstes Gasthaus am Markt diente es ferner im Jahr 1818 als Tagungsraum beim Aachener Kongress. Darüber hinaus beherbergte es eine bedeutende Gemäldegalerie der Familie Bettendorf, die über mehrere Generationen Besitzer des Hauses war. Das Nachbarhaus Nummer 47 war der sogenannte „Goldene Helm“ und das Stammhaus der Familie Jakob Couven, des Großvaters von Johann Joseph Couven, die es seit dem 17. Jahrhundert bewohnte.
Im Jahr 1904 beauftragte Godefroid den Aachener Architekten Albert Schneiders mit der Gesamtplanung, an der in beratender Weise auch der Architekturprofessor Georg Frentzen, der Stadtbaurat Joseph Laurent und als Zeichner für die ornamentreiche Fassade der junge Assistent Schneiders’ Mies van der Rohe beteiligt waren.
Im Januar des Jahres 1905 erhielt Godefroid die Genehmigung, die für den Neubau notwendigen Abrissarbeiten der Bestandsimmobilien Markt 45 und 47 sowie Großkölnstraße 1 vornehmen zu lassen und mit dem Neubau zu beginnen. Einige Monate später erfolgte im Juni die nachträgliche Genehmigung zur Gestaltung der straßenseitigen Fassade, bei der es zwischen den Beteiligten noch Unstimmigkeiten darüber gegeben hatte, wie diese harmonisch mit dem Stil des schräg gegenüberliegenden Aachener Rathauses in Einklang gebracht werden könne.

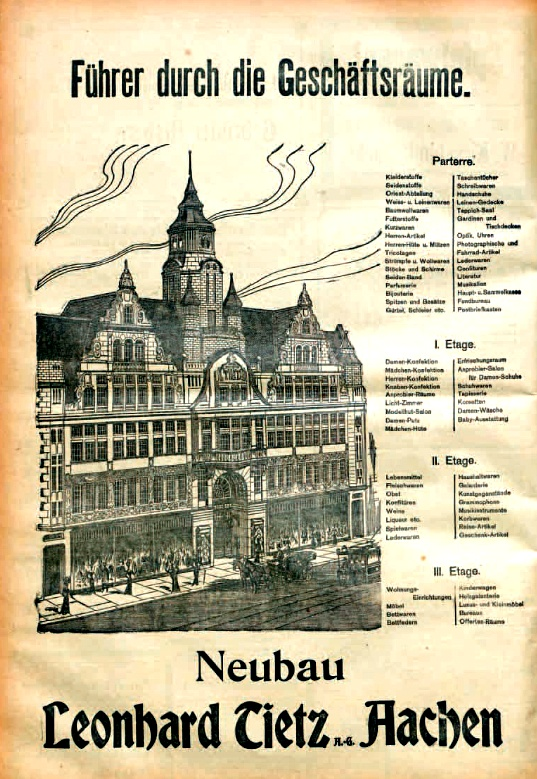
Plakat zur Neueröffnungen mit Sparten

Die Bauausführung oblag dem Berliner Bauunternehmen Boswau & Knauer, das den gesamten Gebäudekomplex einschließlich der Anbauten mit einer Verkaufsfläche von rund 7000 m² zusammen mit dem örtlichen Bauunternehmer Nikolaus Rueben innerhalb von zwei Jahren fertigstellte. Am 26. November 1906 konnte Leonhard Tietz diese Filiale mit rund 400 Bediensteten feierlich eröffnen, als deren Geschäftsführer bis zu seinem Tod im Jahr 1913 weiterhin Philipp Lewy tätig blieb. Der Gesamtkonzern selbst war ein Jahr zuvor von Tietz zur „Leonhard Tietz AG“ umgewandelt worden.
Über 20 Jahre war der Tietz-Konzern Pächter des Hauses am Markt gewesen und erst nachdem Peter Godefroids Sohn Jean (1871–1947) den Immobilienkomplex nach dem Tod seines Vaters übernommen und ihn vorübergehend an die „Grundstücks-Verwertungs-Gesellschaft West mbH“ übertragen hatte, erwarb die „Leonhard Tietz AG“, die inzwischen nach dem Tod von Leonhard Tietz im Jahr 1914 von dessen Sohn Alfred Leonhard Tietz geleitet wurde, den Besitz und baute ihn in den folgenden Jahren durch Zukauf von angrenzenden Immobilien weiter aus. Es wurden ferner eine neue und größere Lebensmittelhalle mit Zugang von der Mostardstraße aus genehmigt und eine eingeschossige Aufstockung der Fassadenseite zur Pontstraße. Für diese An-, Um- und Ausbauten sowie für Neuerungen im Bereich der Innenarchitektur und Gestaltung wurde bereits seit 1906 auf den Architekten Georg Falck zurückgegriffen, der als „Hausarchitekt“ für alle Bestandsimmobilien des Gesamtkonzerns zuständig war. Falck arbeitete in Aachen mit Arnold Königs zusammen, der die Interessen der lokalen Belange vertrat.
Nach der Machtergreifung durch Adolf Hitler wurde die „Leonhard Tietz AG“ als eine der ersten jüdischen Gesellschaften enteignet und arisiert und am 11. Juli 1933 in „Westdeutsche Kaufhof AG“ umbenannt. Die Familie Tietz floh über Amsterdam nach Palästina ebenso wie auch ihr Konzernarchitekt Falck, der das Land verließ, während Königs weiterhin für den Gebäudekomplex der Aachener Filiale zuständig blieb.
In den nun folgenden Jahren des Zweiten Weltkriegs blieb das Haus am Markt von größeren Schäden durch Luftangriffe und bei der Schlacht um Aachen verschont, sodass es 1943 sogar einen Großteil der Waren des „Modehauses GeKa“, dessen Gebäude in der Adalbertstraße 20–30 beschlagnahmt worden war, aufnehmen und den Betrieb, wenn auch eingeschränkt, fortführen konnte. Nach dem Krieg wurden die Schäden am Hauptgebäude am Markt schrittweise beseitigt und bereits am 21. November 1947 wurde die Wiedereröffnung gefeiert. In den nächsten Jahren fanden weitere Sanierungsarbeiten statt und das Haus am Markt konnte 1952 das Jubiläum „60 Jahre Kaufhof am Markt“ und zwei Jahre später „75 Jahre Kaufhof“ feiern.
Dennoch wuchs im Gesamtkonzern der Wunsch, einen repräsentativen zeitgemäßen Neubau für die Aachener Filiale zu errichten. Es wurde entschieden, das Modehaus der Gebrüder Kaufmann in der Adalbertstraße 20–30, das 1913/1914 von Emil Felix als Kaufhaus „Hammonia“ erbaut worden war und seit 1927 ebenfalls zum Immobilienbestand der Tietz AG gehörte, durch einen Neubau zu ersetzen. Dieses Gebäude entwarf der aktuelle „Hausarchitekt“ des Konzerns Hermann Wunderlich im Stil der Corporate Architecture mit 7000 m² Verkaufsfläche; 1955 konnte das Haus bezogen werden.

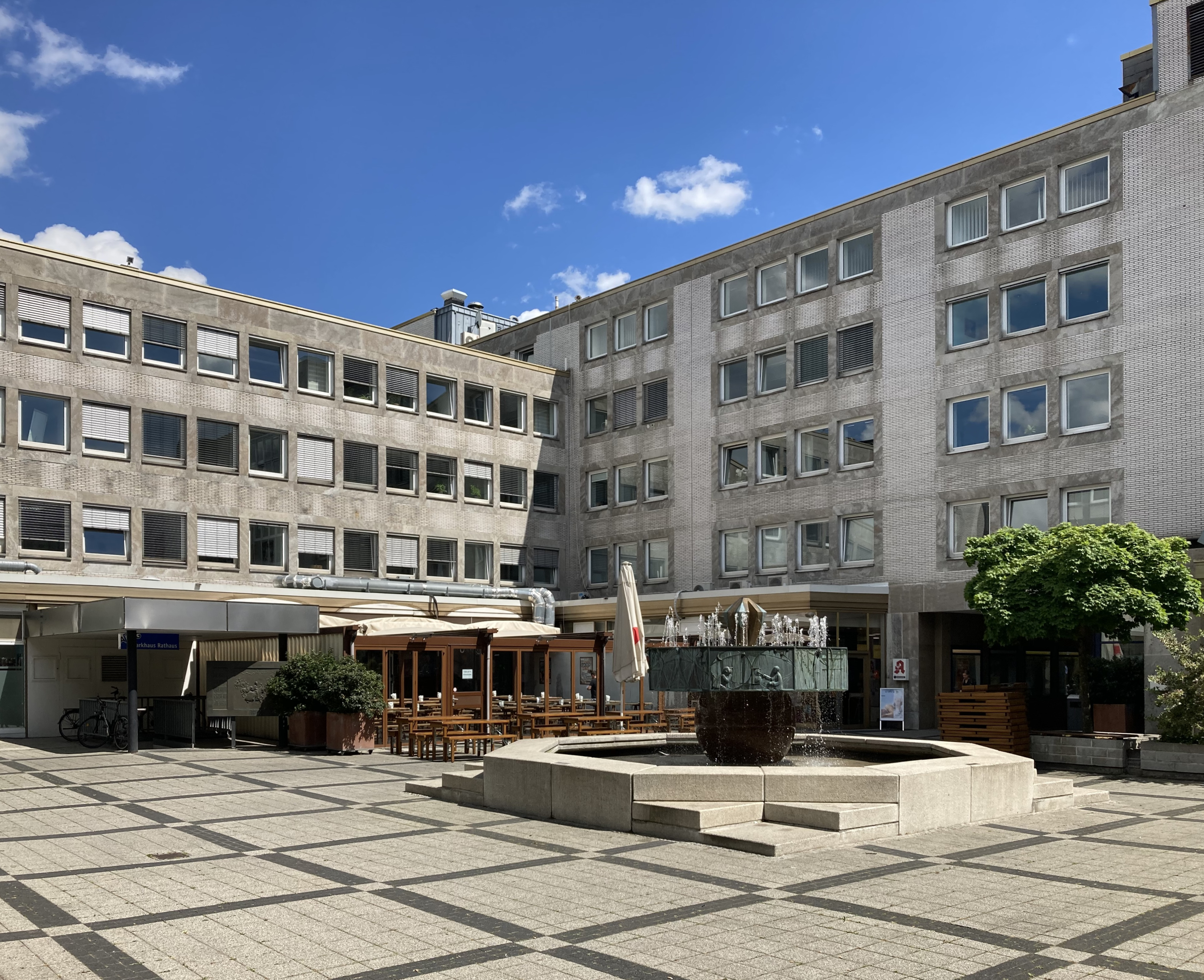
Karlshofbrunnen im Innenhof des Nachfolgebaus des Warenhauses

Die Verhandlungen über die weitere Verwendung des Warenhauses am Markt zwischen dem Kaufhofkonzern als Besitzer, der auch hier einen Neubau mit Mischnutzung bevorzugte, dem Stadtrat, der sich für einen möglichen Erhalt der historischen Bausubstanz einsetzte, und den Anrainern des Areals, die sich um ihren Bestand sorgten, gestalteten sich schwierig. Sie dauerten bis 1965, als abschließend entschieden wurde, dass die Kaufhof AG ihren Besitz am Markt der Allgemeinen Ortskrankenkasse und der Vorsorge-Lebensversicherungs-AG der Victoria übertragen solle. Es wurde ferner gemeinsam mit diesen beiden Institutionen beschlossen, mit föderativen Mitteln der Stadt Aachen den Gebäudebestand abzureißen und an seiner Stelle einen vierflügeligen Bürokomplex mit einem großzügigen Innenhof nach Plänen des Architekten Max R. Wenner zu schaffen, womit das alte Tietz-Gebäude Geschichte wurde. Der Innenhof des Bürogebäudes wurde „Karlshof“ genannt und mit dem heute dort stehenden Karlshofbrunnen geschmückt.
Sowohl beim Neubau des Warenhauses Tietz als auch bei seinem Abriss konnten wertvolle archäologische Funde sichergestellt werden. Während 1906 zahlreiche Krüge und Trinkgefäße aus der römischen Zeit, Teile eines Mosaikfußbodens und außerdem eine mächtige Eichenpfahlbewehrung entdeckt worden waren, stießen die Bauarbeiter 1965 auf einen Abschnitt der spätrömischen Kastellanlage.

## Baucharakteristik

### Außengestaltung
Der Neubau des Warenhauses Tietz am Markt mit seinen späteren Anbauten erstreckte sich auf das Areal zwischen Markt, Großkölnstraße, Pontstraße und Mostardstraße sowie einer damaligen unbenannten Stichstraße zwischen Pontstraße 18 und Mostardstraße 15 an der Rückseite des Grundstückes. Der Hauptbau verlief von seiner Eingangsfassade am Markt langgestreckt in zwei Hauptachsen bis zu dieser Stichstraße. Die symmetrische Eingangsfassade gliederte sich in einen breiten Mittelrisalit und zwei dreiachsige Seitenabschnitte, die ab dem dritten Obergeschoss oberhalb eines kräftigen, rundum verlaufenden Gurtgesimses in einen abgestuften hohen, über drei Kleingeschosse gehenden Spitzgiebel ausliefen. Seitlich wurde der Bau von abgerundeten, leicht erkerartig hervortretenden Eckpfeilern betont, die in einen kleinen Turmaufbau mündeten und im Innern als schmale Treppenhäuser dienten. Das Gebäude war je nach Achse mit hohen längs und quer verlaufenden Mansarddächern abgedeckt, über deren Traufen noch gotische Erkerchen, Fialen und Ädikulä mit Figuren angeordnet waren.
Während im Erdgeschoss durchgehende dreiteilige Schaufenster eingebaut wurden, befanden sich in den oberen Etagen in jeder Achse schmale rechteckige Drillingsfenster, die sich ab dem vierten Geschoss dem Giebelaufbau entsprechend reduzierten und in der vorletzten Giebeletage als dreiteilige Loggia, in der obersten als einzelnes Rundbogenfenster ausgebildet waren.
Im Mittelrisalit befand sich das über zwei Geschosse verlaufende und zwischen kräftigen breiten Wandpfeilern eingearbeitete rundbogige Eingangsportal und darüber, auf Höhe des zweiten Obergeschosses, ein repräsentativer Raum mit fünf schmalen Rechteckfenstern und einem leicht hervortretenden Mittelerker. Der Mittelrisalit ging dann oberhalb des Gesimses in einen kleinen Volutengiebel mit drei kleinen Fenstern über, über denen der Name Tietz stand.
Aus dem dahinter liegenden Dachaufbau erhob sich bis 1939 ein imposanter hoher achteckiger Fassadenturm in der Mittelachse mit abgestuftem Spitzdach und kleineren Zinnen sowie zwei kleineren zwiebelturmartigen Aufbauten an der Seite zur Straßenfront.

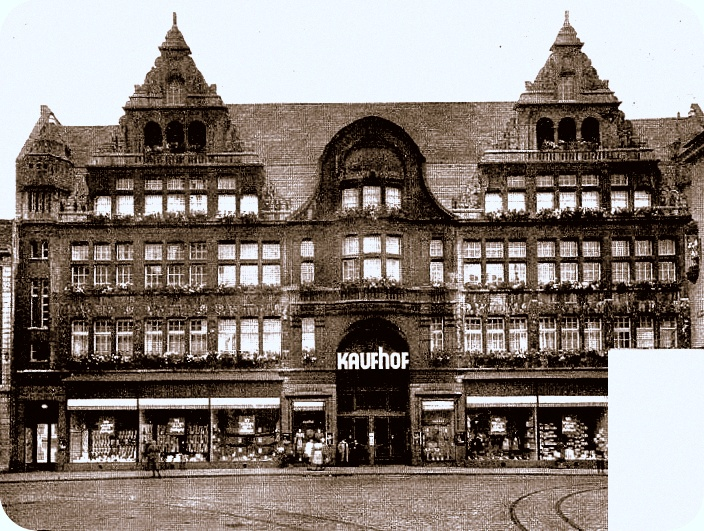
Warenhaus Tietz nach Abbau des Turmes 1939

Anlass für Unstimmigkeiten bei der Gestaltung der Fassade waren unterschiedliche Ansätze der beteiligten Planer. Während Schneiders anfangs auf eine reine Jugendstilfassade gemäß dem Vorbild des Warenhauses von Hermann Tietz in der Berliner Leipziger Straße setzte, schlug der involvierte Hochschullehrer Frentzen neugotische Bauformen passend zu seiner üppigen Neugestaltung der 1883 abgebrannten Rathaustürme auf der anderen Marktseite vor. In seinem Gegenentwurf führte Schneiders Frentzens Historismus auf seine Jugendstilvorstellungen zurück und setzte bei der Fassade auf ein geometrisches Spiel aus Pfeilern und sprossierten Fenstern, während er sich beim Mittelrisalit und dem Turm auf Frentzens Pläne bezog. Darüber hinaus wurden seitens der Baupolizei Auflagen erlassen, dass aus Sicherheitsgründen die Frontmauern an den Schaufenstern in den Etagen mindestens 1 m hoch und feuerfest geschlossen bleiben und die Stürze der Schaufensteröffnungen 30 cm unter den Deckenabschluss herabreichen müssten. Schneiders erreichte mit seinem zur Bauausführung genehmigten Entwurf die Kombination historistischer Bauformen mit freieren eigenen Ornamenten sowie ein ausgewogenes Maß von horizontalen und vertikalen Elementen sowie von glatten und ornamentierten Oberflächen.
Zum weiteren Streitobjekt hatte sich von Anfang an auch der massive Turmaufbau entwickelt, den Stadtbaurat Laurent gar für überflüssig hielt. Dennoch wurde er genehmigt und gebaut, aber anlässlich größerer Modernisierungsarbeiten im Jahr 1929 unter der neuen Fachleitung von Georg Falck und Arnold Königs wieder in Frage gestellt. 1939 wurde schließlich unter dem amtierenden Oberbürgermeister Quirin Jansen beschlossen, den Turm als prominentes Zeichen des vormaligen jüdischen Warenhauskonzerns Tietz unter der verantwortlichen Leitung von Königs zu entfernen und die Dachgestaltung in Anpassung an das Gesamtbild zu vereinfachen.

### Innengestaltung

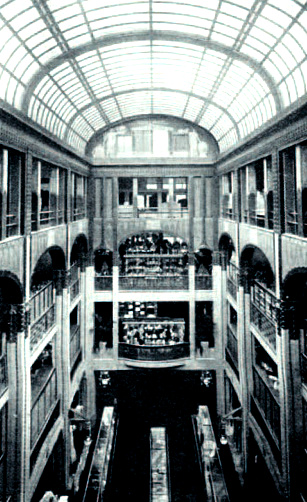
Linker Lichthof um 1910
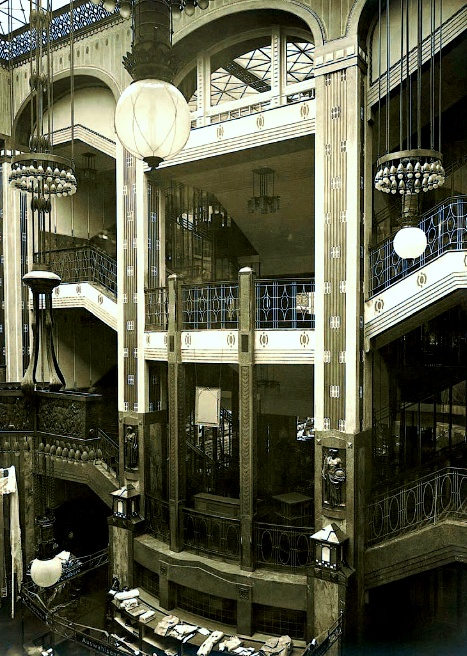
Mittlerer Lichthof mit Treppenhaus

Der Innenraum des Warenhauses war durch zwei seitliche, über die gesamte Tiefe des Gebäudes gehende Lichthöfe und einen kürzeren zentralen Lichthof hinter der Haupttreppe im Bereich der Mittelachse bestimmt. Die beiden äußeren Lichthöfe hatten ein korbbogiges Tonnendach, das oberhalb der vierten Geschossebene ansetzte. Im Jahr 1928 erhielten diese Dächer eine zusätzliche hängende, flache Glasdecke aus Ornamentglas, wodurch der Lichteinfall diffuser ausfiel.
Die Lichthöfe bildeten die Zugänge zu den seitlich anschließenden Verkaufsabteilungen, die in den Obergeschossen durch einen umlaufenden und offenen Zugangsweg erreicht wurden, dessen Öffnungen von geschmückten durchgehenden Wandpfeilern gestützt und im zweiten Obergeschoss zusätzlich von Arkaden getragen wurde.
Die Mittelachse war geprägt durch ein großräumiges Foyer direkt hinter dem hohen Haupteingang, dem sich ein imposantes Treppenhaus mit der doppelten dreiläufigen Haupttreppe anschloss. Hinter ihr lag der helle zentrale Lichthof mit abgerundeter Rückseite. Er war mit einem doppelten Glasdach bedeckt und hatte eine flache gläserne abgehängte Decke. Von dort hingen prunkvolle Leuchter von der Decke, die im Stil von Moscheeampeln dem Lichthof mit seiner Teppichausstellung einen Bazar-Charakter verliehen. Schmiedeeiserne Geländer an den Etagenumläufen und im Treppenhaus waren mit geometrischen Formen gestaltet und an Wänden und Brüstungen waren Marmorverkleidungen angebracht. Eine Besonderheit der Zeit war ein käfigartig offener neuer Personenaufzug in der Mitte zwischen dem rechten und linken Treppenumlauf.
Je nach Warenangebot waren einzelne Verkaufsräume mit Teppichen, Stuckdecken, Leuchtern und Spiegelwänden sowie Vitrinen und Theken aus dunklem Holz aufwendig gestaltet, die Böden mit Parkett im Fischgrätmuster oder mit Natursteinen belegt.
Dagegen waren die Erfrischungsräume, Warenhaus-Restaurants und Cafés eher schlicht gehalten und dienten in den 1930er-Jahren teilweise als Ort der Winterspeisungen für Wohlfahrtsempfänger.